# Ceryx affinis
Ceryx affinis är en fjärilsart som beskrevs av Rothschild 1910. Ceryx affinis ingår i släktet Ceryx och familjen björnspinnare. Inga underarter finns listade i Catalogue of Life.